# Sodecoton
La Société de développement du coton du Cameroun (SODECOTON) est une entreprise camerounaise à capitaux publics majoritaires, créée par décret présidentiel le 10 mai 1974. Elle a pour mission de structurer et développer la filière cotonnière dans les régions du Nord, de l’Extrême-Nord et de l’Adamaoua. Elle succède à la Compagnie française pour le développement des fibres textiles (CFDT), société d'économie mixte fondée le 23 mars 1949.
Son siège est établi à Garoua, dans la région du Nord. L’entreprise dispose en 2023 de onze unités industrielles réparties sur plusieurs localités du septentrion, incluant des usines d’égrenage, des huileries et des infrastructures logistiques.
Depuis 2016, la SODECOTON est dirigée par Mohamadou Bayero Bounou, nommé à ce poste par le Conseil d’administration de l’entreprise.
Outre la production de fibre de coton, l’entreprise intervient dans la transformation agroalimentaire, notamment la fabrication d’huile végétale sous la marque Diamaor et d’aliments pour le bétail sous les marques Nutribet et Alibet.

## Histoire

### Débuts (avant 1974)
Au Cameroun, bien avant la colonisation, les Dii connaissaient le coton arbustif, sùgud, et en faisaient un usage différent selon les régions. L'histoire de la culture du coton amène ensuite les colonisateurs à tenter de développer cette culture de manière intensive dans la partie la plus montagneuse du pays.
La Sodecoton est issue de la branche camerounaise de la Compagnie française pour le développement des textiles, créée en 1949 et nationalisée en 1974.
La culture du coton dans le nord du Cameroun remonte à l’époque coloniale. Elle est initialement encouragée dans les années 1920, sous mandat français, dans le cadre de politiques de diversification agricole. L’essor de cette culture s’accentue dans les années 1940, avec l’établissement de champs obligatoires, souvent gérés par les chefs traditionnels et destinés à l’approvisionnement des colons.
En 1949, la Compagnie française pour le développement des fibres textiles (CFDT), société d’économie mixte, est créée afin de structurer la filière cotonnière. Elle implante ses premières infrastructures industrielles, notamment à Kaélé et Maroua, entre 1950 et 1960. La culture du coton, longtemps manuelle, connaît une évolution technique progressive avec l’introduction de la culture attelée, des engrais chimiques et des traitements phytosanitaires à partir de la fin des années 1960.
À la veille des années 1970, la filière traverse une première crise liée à une forte sécheresse et à la baisse des prix mondiaux, entraînant un recul significatif des surfaces cultivées et des rendements.

### Création de la SODECOTON (1974)
La Société de Développement du Coton du Cameroun (SODECOTON) est créée par le décret présidentiel n° 74/457 du 10 mai 1974, dans un contexte de camerounisation des filières agricoles stratégiques. Elle prend le relais des activités de la Compagnie française pour le développement des fibres textiles (CFDT), une société d’économie mixte fondée le 23 mars 1949.
La SODECOTON est constituée sous forme d'une société à capitaux publics majoritaires, avec une participation technique et financière maintenue de la CFDT. Son siège est établi à Garoua, dans la région du Nord.
L'entreprise se voit confier pour mission d’organiser la production, de collecter et de transformer le coton-graine, ainsi que de commercialiser la fibre de coton, principalement à l’exportation. Elle encadre également les producteurs répartis dans les régions du Nord, de l’Extrême-Nord et de l’Adamaoua.
Dès sa création, la société bénéficie de conventions d’assistance technique, tout en restructurant son dispositif d’encadrement des producteurs. Cette période voit aussi une intensification des techniques culturales, l’introduction systématique des engrais et des semences sélectionnées, et la mise en place de relations contractuelles avec les producteurs.
En 1981, la SODECOTON est réorganisée par le décret n° 81/302 du 24 juillet 1981, qui vient modifier celui de 1974.
L’entreprise conserve un monopole sur la filière coton, incluant l’encadrement technique, l’approvisionnement en intrants, l’achat du coton-graine, son égrenage, et la commercialisation de la fibre, en majorité destinée à l’export. En parallèle, la société développe des activités de transformation secondaire, notamment l’extraction d’huile de coton et la production de tourteaux destinés à l’alimentation animale.
En 2014, elle compte environ 1 900 employés permanents et 3 000 saisonniers. Elle poursuit également des missions de service public dans les domaines du désenclavement rural, de l’aménagement agricole et de la vulgarisation technique, en collaboration avec les groupements de producteurs.

### Privatisation partielle et restructuration (1997 – 2010)
Dans le cadre du programme d’ajustement structurel mis en œuvre au Cameroun à la fin des années 1990, le Fonds monétaire international (FMI) recommande la privatisation de la SODECOTON à partir de 1997. Cette exigence s’inscrit dans une logique de libéralisation du secteur agricole, soutenue également par la Banque mondiale.
Cette perspective soulève des réticences de la part des producteurs et de plusieurs observateurs de la filière, notamment en raison des risques de désorganisation d’un secteur fortement structuré autour de la SODECOTON. La privatisation totale est finalement écartée, au profit d’une privatisation partielle conservant l’intégrité de la filière. La CFDT, transformée en Geocoton, reste un partenaire technique et financier dans l’entreprise.
Durant cette période, la société continue de jouer un rôle central dans l'encadrement des producteurs, la gestion des intrants et le financement des campagnes agricoles, notamment à travers des systèmes de crédit encadrés dans les groupements de cotonculteurs.
À partir des années 2000, la SODECOTON conserve sa position dominante dans l’économie camerounaise. En 2003, elle est classée troisième entreprise du Cameroun derrière la SONARA et les Brasseries du Cameroun, et figure parmi les huit premières entreprises africaines les plus performantes selon des classements régionaux.

### Évolutions récentes (2010 – aujourd’hui)
Depuis les années 2010, la SODECOTON fonctionne comme une entreprise para-privée. Elle ne détient plus de plantations, mais travaille exclusivement avec des groupements de producteurs répartis dans les régions de l’Extrême-Nord, du Nord et de l’Adamaoua.
En 2022, la société est classée 9e entreprise du Cameroun en chiffre d’affaires, et 369e en Afrique, selon le classement des 500 premières entreprises africaines publié par *Jeune Afrique*,.
Elle poursuit un processus de modernisation de ses équipements et d’extension de ses capacités industrielles, dans un contexte marqué par la volatilité des prix du coton sur le marché international.
Depuis le 20 juin 2016, la SODECOTON est dirigée par Mohamadou Bayero Bounou, nommé directeur général.
Devenue entreprise para-privée, détenant un quasi-monopole du marché du coton au Cameroun, la Sodecoton ne possède plus de plantations de coton, mais travaille en partenariat avec les producteurs camerounais. En 2003 la Sodecoton était la 3e entreprise du Cameroun après la Sonara et les Brasseries du Cameroun. Elle était aussi classée 8e parmi les entreprises africaines les plus performantes. Elle finie par occuper la 9e place dans le classement des meilleurs entreprises du Cameroun et la 369e place en Afrique selon le classement 2022 des 500 premières entreprises africaines du magazine jeune Afrique.

### Produits

#### Fibre de coton
La fibre de coton constitue le principal produit issu de l’égrenage du coton-graine. Elle est conditionnée sous forme de balles normalisées, puis stockée et expédiée vers divers marchés. Une partie de cette production est destinée à l’exportation, notamment vers la Chine, principal client du Cameroun avec 38 % des exportations enregistrées en 2021,.

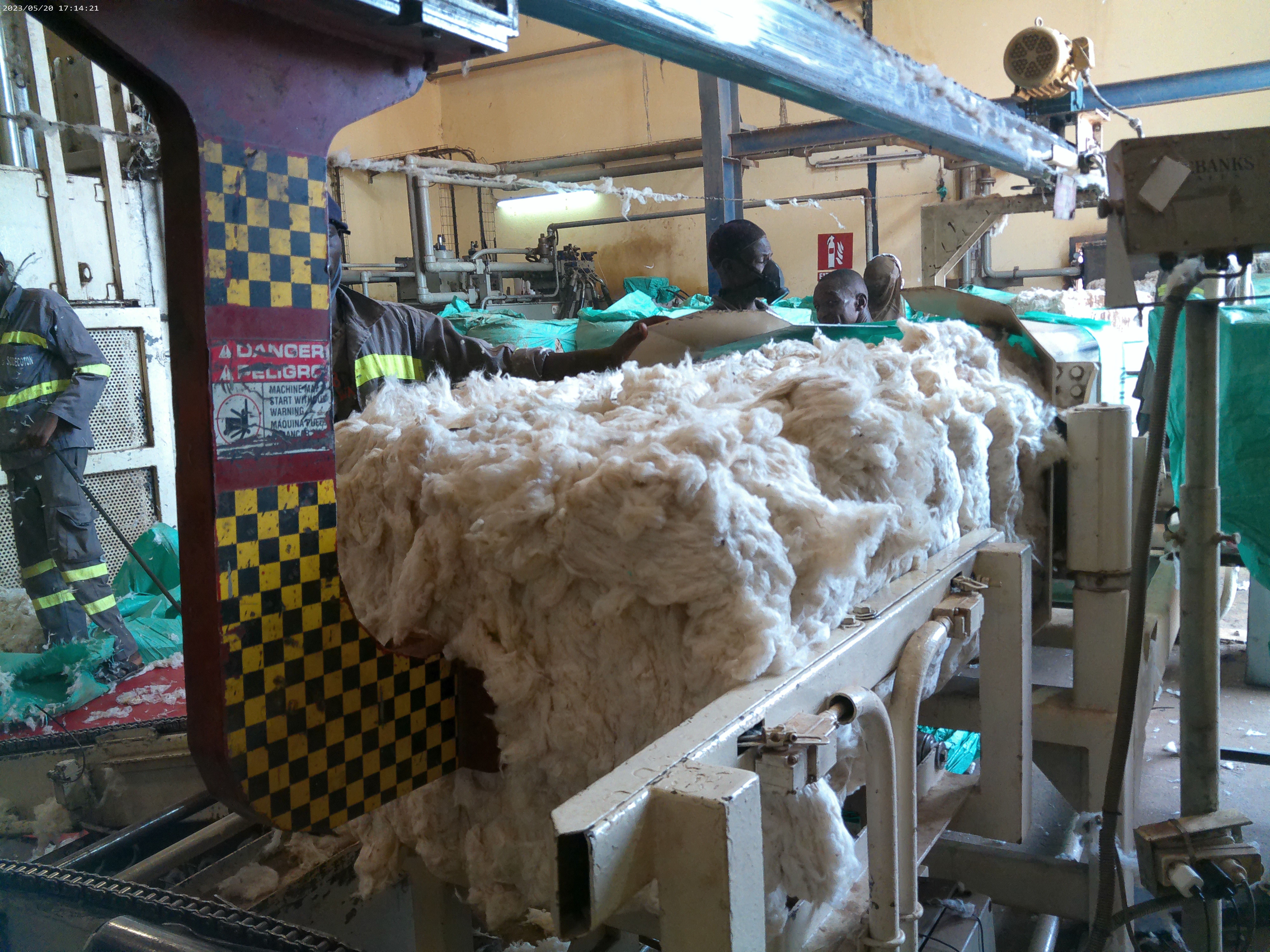
Fibre de coton compressée en balle après égrenage.

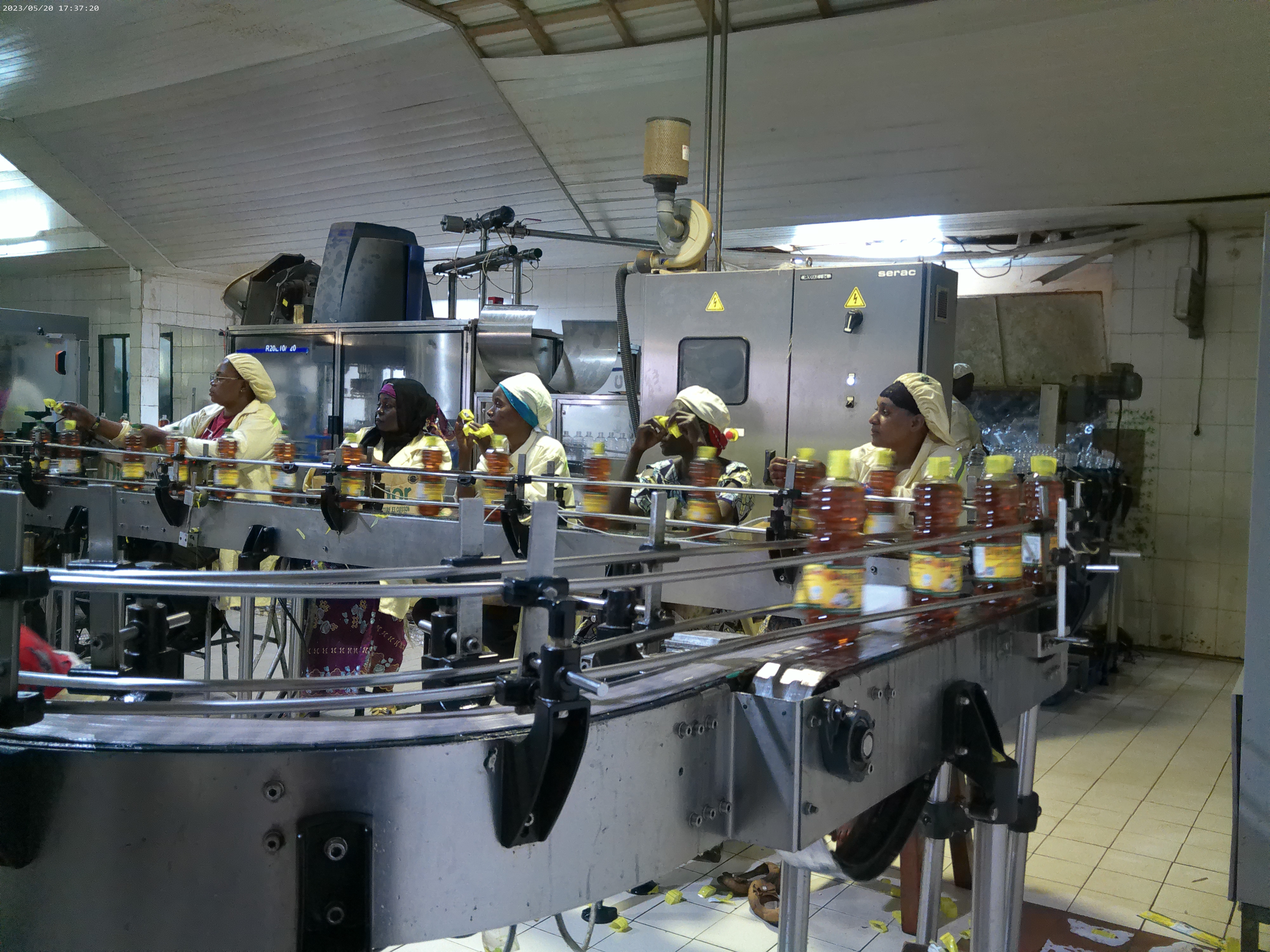
Salle de contrôle de l’huilerie.

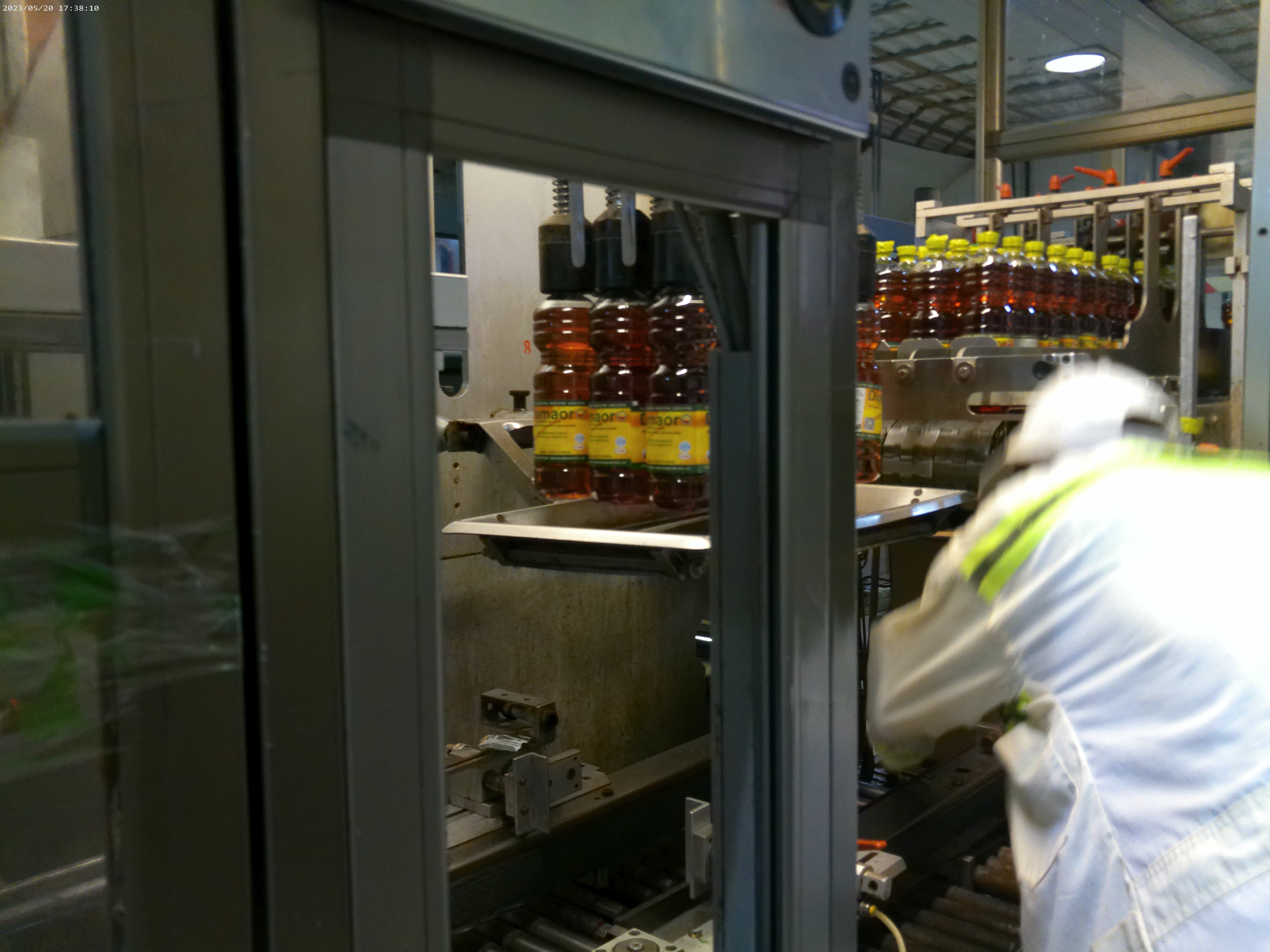
Remplissage et conditionnement de l’huile végétale.

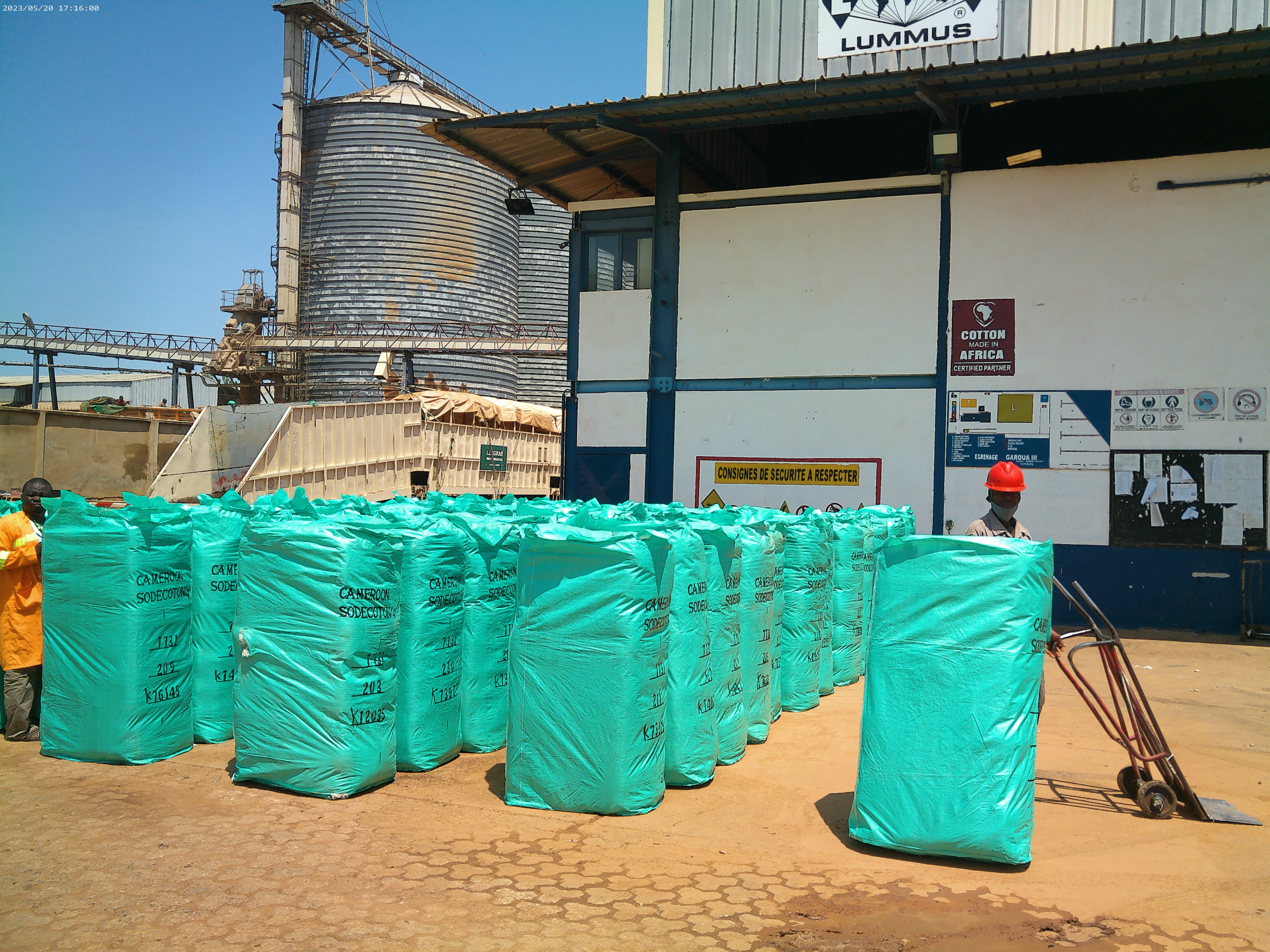
Fibre de coton ensachée, prête à être exportée ou transformée.

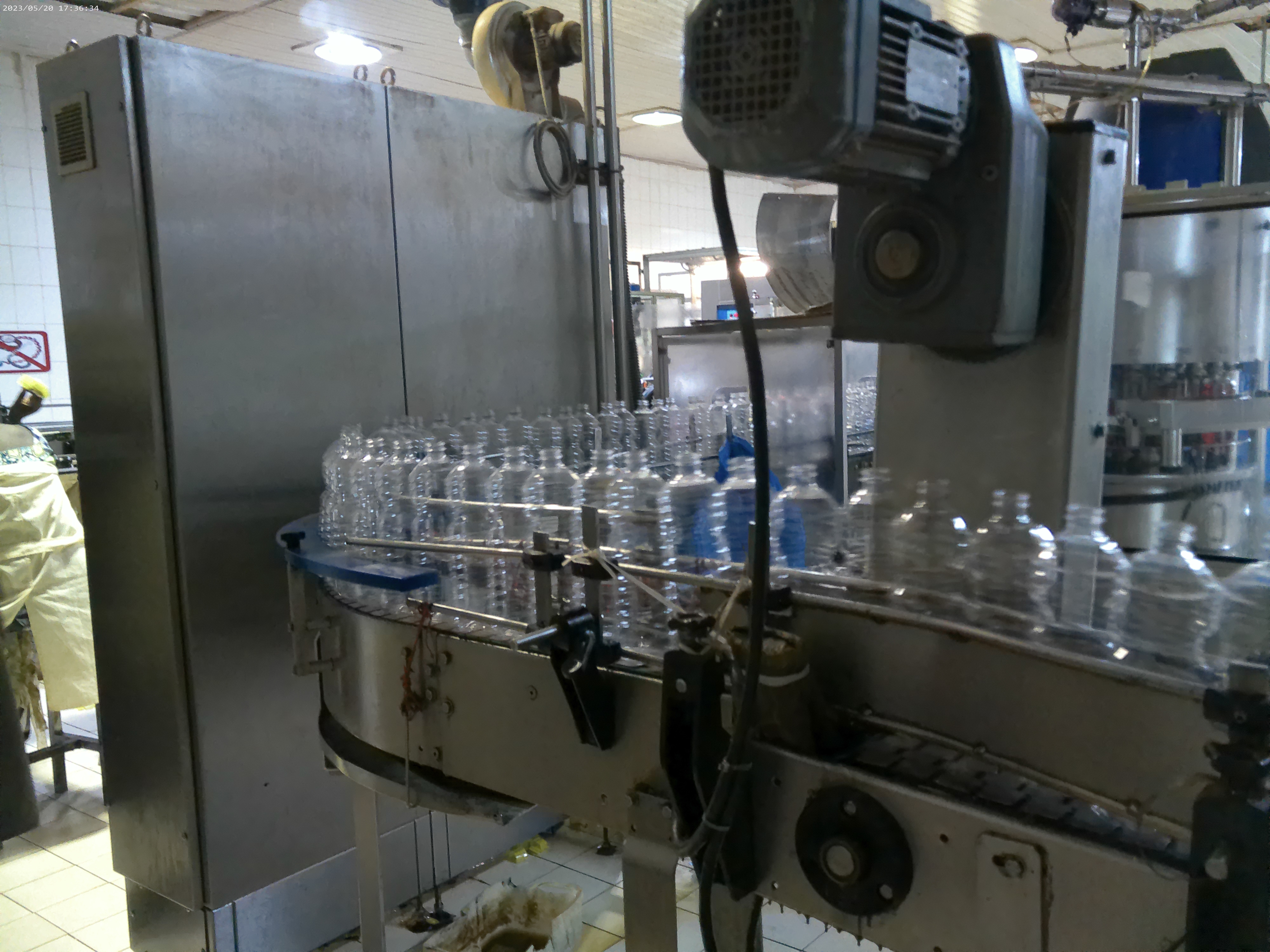
Inspection sur la chaîne d’embouteillage de l’huile Diamaor.

## Activités

### Production agricole
La Société de développement du coton (SODECOTON) intervient dans les régions du Nord, de l’Extrême-Nord et de l’Adamaoua au Cameroun, où elle encadre la culture cotonnière. Elle travaille avec un réseau d’environ 200 000 producteurs, bénéficiant d’un appui technique de proximité.
Des cultures vivrières telles que le mil, le maïs ou l’arachide sont promues en rotation avec le coton, dans une logique de maintien de la fertilité des sols et de renforcement de la sécurité alimentaire.
Lors de la campagne 2021–2022, la production a été estimée à environ 370 000 tonnes de coton-graine, représentant une hausse de 3,6 % par rapport à la saison précédente. Le rendement moyen observé sur la période s’élevait à 1 600 kg/ha, un des niveaux les plus élevés en Afrique pour des cultures sous pluie.

### Activités industrielles

#### Égrenage
La SODECOTON dispose de dix usines chargées de l’égrenage, un processus qui consiste à séparer mécaniquement la fibre des graines de coton. La fibre est ensuite destinée à l’exportation ou à des usages industriels locaux.

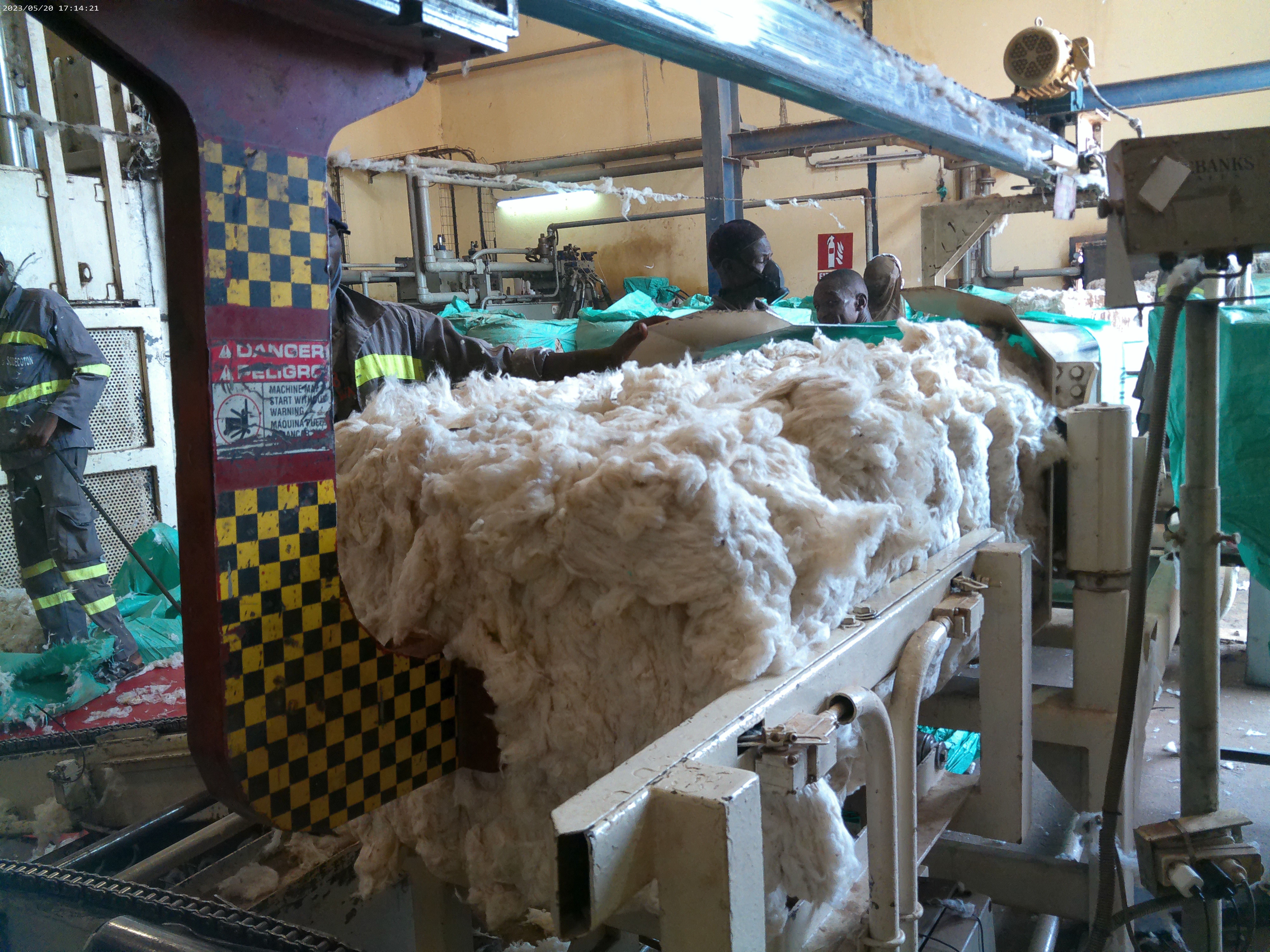
Fibre de coton compressée après égrenage dans une usine de la SODECOTON.

La dixième usine a été lancée en mars 2021 à Gouna, dans la région du Nord. Un projet de construction d’une onzième unité est également à l’étude à Godola, près de Maroua.

#### Huilerie
Deux unités industrielles transforment les graines issues de l’égrenage en huile végétale. Le traitement comprend la trituration et le raffinage, incluant l’élimination du gossypol.

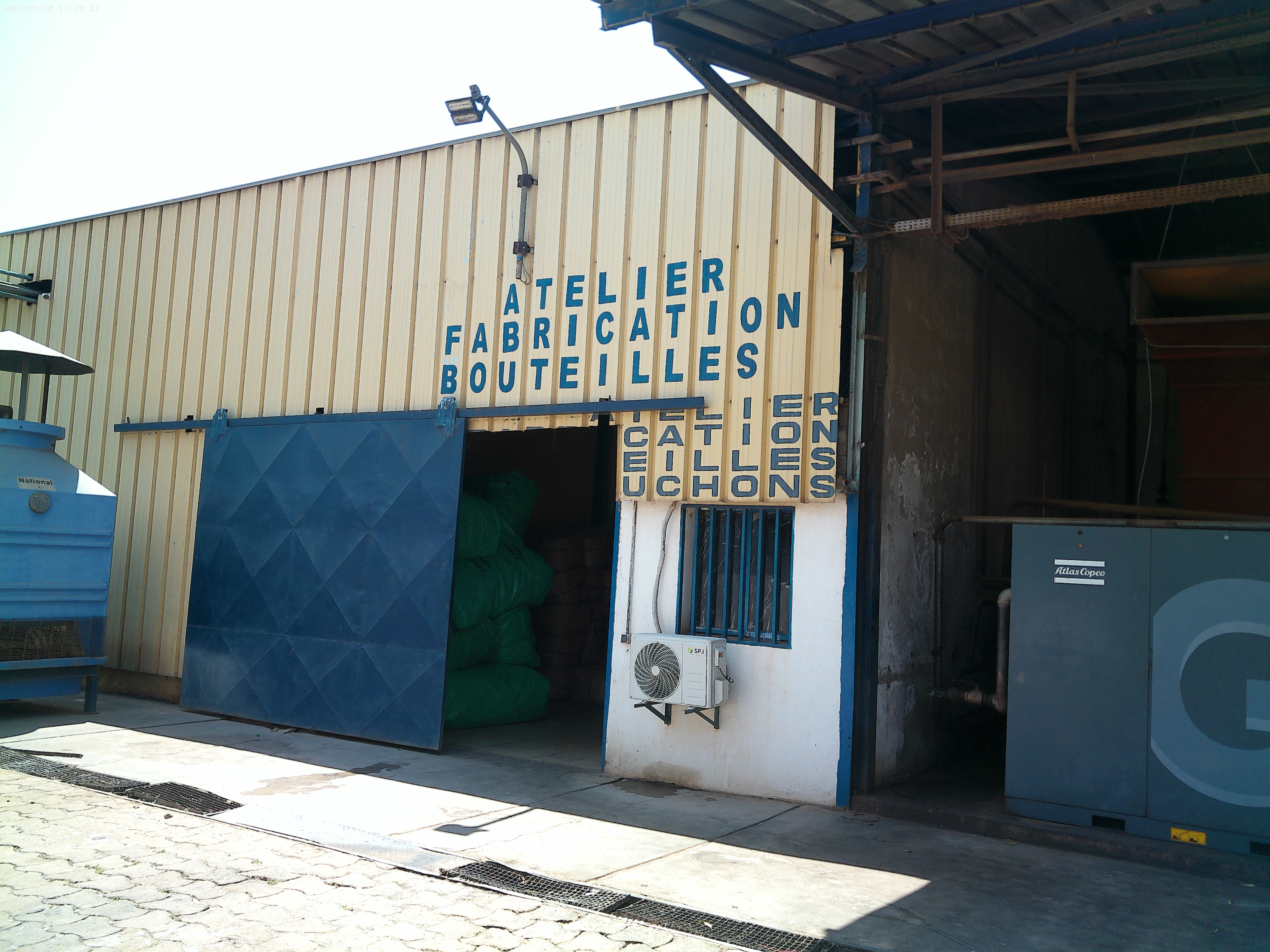
Atelier de transformation et de conditionnement de l’huile de coton.

#### Aliments pour bétail
Les sous-produits solides issus du pressage des graines de coton sont transformés en tourteaux, utilisés pour l’alimentation des ruminants. En 2019, la baisse de la demande au Nigeria a affecté les exportations de la SODECOTON sur ce segment, conduisant l’entreprise à rechercher de nouveaux débouchés commerciaux.

### Activités commerciales
Les produits commercialisés par la SODECOTON comprennent :
- la fibre de coton,
- l’huile extraite des graines,
- les tourteaux pour l’alimentation animale,
- les semences.

Ces produits sont écoulés sur les marchés national et international.

### Missions de service public
La SODECOTON contribue à plusieurs activités à caractère public, parmi lesquelles :
- l’appui à l’organisation des producteurs[18],
- le soutien à certaines formes d’élevage communautaire,
- l’entretien d’un réseau de pistes rurales estimé entre 8 000 et 9 000 km par an[6].

Elle assure également un rôle de liaison entre les producteurs, les institutions publiques et les organismes de recherche.

### Sites de production

#### Répartition des sites industriels
| Type de site            | Nombre | Capacité annuelle              | Régions concernées           |
| ----------------------- | ------ | ------------------------------ | ---------------------------- |
| Usines d’égrenage       | 9      | 362 000 tonnes de coton-graine | Nord, Extrême-Nord, Adamaoua |
| Huileries industrielles | 2      | 150 000 cartons/an             | Nord, Extrême-Nord           |

La construction d’une 10e usine d’égrenage à Garoua est en cours.

#### Implantation géographique
Les infrastructures industrielles de la SODECOTON sont réparties entre plusieurs localités du septentrion camerounais :
- Garoua – siège social, huilerie, égrenage ;
- Guider – égrenage ;
- Maroua – égrenage, huilerie ;
- Kaélé – égrenage ;
- Home, Touboro, Moyagalke, Ngong, Tchatibali – égrenage[22].

#### Impact sur l'emploi régional
Grâce à ses activités, la SODECOTON contribue à la création d’emplois :
- 3 000 salariés permanents ;
- 4 000 travailleurs saisonniers ;
- nombreux emplois indirects (transport, sous-traitance, maintenance)[25].

#### Partenaires financiers et institutionnels
- État du Cameroun – actionnaire majoritaire[26] ;
- Banque Mondiale et Fonds Monétaire International (FMI) – partenaires de réformes ;
- SMIC (Société Mobilière d’Investissement du Cameroun) – détenteur de 11 % du capital[27].

### Production
La SODECOTON est le principal acteur de la filière cotonnière au Cameroun. Elle assure chaque année l’encadrement de dizaines de milliers de producteurs et la transformation industrielle du coton‑graine en fibre, huile et coproduits. La production varie selon les conditions climatiques, les dynamiques agricoles locales et les prix du marché international.

#### Évolution de la production cotonnière
En 2022, alors que la production est annoncée en hausse de 3,6 % par rapport à la saison précédente 2020-2021. L'Assemblée générale tenue à Yaoundé, la société présente une chute de 8,8 % de sa production pour la saison 2022.
Ce recul s’explique par plusieurs facteurs, notamment des conditions climatiques défavorables et des attaques parasitaires survenues dans certaines zones de production.
| Année     | Production (en tonnes) | Variation annuelle (%) |
| --------- | ---------------------- | ---------------------- |
| 2018-2019 | 320 000                | -                      |
| 2019-2020 | 328 000                | +2,5 %                 |
| 2020-2021 | 360 769                | +10,0 %                |
| 2021-2022 | 329 021                | –8,5 %                 |
| 2022–2023 | 314 455                | –4,7 %                 |
| 2023–2024 | 340 000 (est.)         | +8,1 % (est.)          |

#### Capacité de transformation
La capacité industrielle de la SODECOTON repose sur les installations suivantes :
- 10 usines d’égrenage totalisant 362 000 tonnes de coton-graine par an[35] ;
- 2 huileries industrielles pour la transformation des graines[36] ;
- Environ 135 000 tonnes de fibre produites par an[36] ;

#### Tendances et enjeux
Le rendement moyen à l’hectare varie entre 1 200 et 1 500 kg selon les régions, en fonction de la pluviométrie et de l’usage d’intrants agricoles.

### Perspectives économiques
En 2021, la compagnie publie un plan d'extension.

### Directeurs généraux
Depuis sa création en 1974, la SODECOTON a connu plusieurs directeurs généraux ayant dirigé l’entreprise à différentes étapes de son développement. Ces dirigeants ont accompagné les grandes phases de transformation de la filière cotonnière au Cameroun, notamment la période post-indépendance, les ajustements économiques des années 1990, la restructuration et la modernisation récente.
| Nom                      | Période         | Durée       | Faits marquants |
| ------------------------ | --------------- | ----------- | --- |
| Ahmadou Bassoro          | 1974 – 1984     | 10 ans      | Premier directeur général de la SODECOTON après la nationalisation de la CFDT.                                        |
| Iya Mohamed              | 1984 – 2013     | 29 ans      | Long mandat marqué par l'ajustement structurel, la restructuration de l’entreprise et la stabilisation de la filière. |
| Abdou Namba              | 2013 – 2016     | 3 ans       | Phase de transition après le départ d’Iya Mohamed.                                                                    |
| Bayero Mohammadou Bounou | 2016 – en cours | Depuis 2016 | Directeur général actuel. Il supervise les plans de relance de la production et de modernisation des infrastructures. |